# Carlos Soler
Carlos Soler Barragán (Valencia, 2 de enero de 1997) es un futbolista español que juega como centrocampista en el Paris Saint-Germain F. C. de la Ligue 1.

## Trayectoria

### Inicios
Empezó jugando en la Escuela de Fútbol Base de Bonrepós y Mirambell después de que su abuelo, Rafael, le invitara a unirse a un equipo federado a cambio de la Game Boy de Nintendo que tanto deseaba. Allí estuvo hasta que en 2005, con 7 años, ingresó en la Academia del Valencia Club de Fútbol, donde marcó más de 845 goles jugando de delantero hasta que los técnicos fueron atrasando su posición hasta la de centrocampista. Fue Rubén Mora, técnico del Juvenil B en la temporada 2013-14, quien le situó de organizador, y posteriormente Rubén Baraja, técnico del Juvenil A en la temporada 2014-15, le situó en el mediocentro defensivo.
La temporada 2015-16 ya fue una pieza fundamental en el primer filial valencianista, aunque participó activamente en la Liga Juvenil de la UEFA con el equipo Juvenil A de Miguel Ángel Angulo, marcando incluso 3 goles en 8 partidos. A finales de la temporada fue convocado sin debutar con el primer equipo, y llegó a hacer la pretemporada de 2016 con el Valencia C. F. pero continuó como jugador del filial.

### Valencia C. F.
El 17 de marzo de 2016 entró en la convocatoria del Valencia C. F. por decisión del técnico Gary Neville para el encuentro de vuelta de octavos de final de la Liga Europa de la UEFA en Mestalla ante el Athletic, pero no disfrutó de minutos. Lo mismo ocurrió en la última jornada de la Liga frente a la Real Sociedad en la que fue convocado pero no llegó a debutar.
En verano de 2016 sí disfrutó de minutos en los amistosos de pretemporada que disputó el primer equipo dirigido por Pako Ayestaran, pero siguió jugando con el filial. No fue hasta en el partido contra la Real Sociedad el 10 de diciembre de 2016 en Anoeta cuando el técnico italiano Cesare Prandelli le dio los últimos doce minutos del partido, suficientes para dejar muy buenos detalles en el día de su debut y luciendo el dorsal 28. Poco después tuvo también minutos en la Copa el 21 de diciembre en Mestalla frente al Leganés, recibiendo una gran ovación del público al saltar al campo.
Empezó el mes de enero de 2017 cumpliendo los 20 años y participando también, ya con Voro como técnico, en la siguiente eliminatoria de Copa ante el Celta, y a continuación fue por primera vez titular ante Osasuna en El Sadar. Fue titular también en la victoria frente al Espanyol, y el 19 de enero el club emitió un comunicado en el que hizo oficial la incorporación definitiva de Carlos Soler al primer equipo, ascendiendo así su cláusula de rescisión a 30 millones de euros y luciendo el dorsal 18. Justo al día siguiente, en el Estadio de la Cerámica, anotó su primer gol oficial en la victoria 0-2 frente al Villarreal. Se reafirmó como titular indiscutible en el centro del campo de Voro, y frente al Eibar en Mestalla sufrió su primera expulsión al revolverse tras ser agredido. Marcó otro gol en la 24.ª jornada en Mendizorroza frente al Alavés, pero su tercer y más espectacular gol llegó en la 30.ª jornada en Mestalla con una vaselina en el minuto 85 que suponía la victoria 3-2 frente al Celta. El público ya estaba totalmente entregado al joven talento de la cantera. Terminó la temporada habiendo participado en 23 partidos de Liga y 3 de Copa, casi todos como titular y con tres goles anotados. La última semana del campeonato se hizo oficial la renovación de su contrato con el club hasta el año 2021, con una ficha anual de más de un millón de euros netos y una cláusula de rescisión de 80 millones de euros, confirmando así ser una pieza clave en la confección del equipo.
La temporada 2017-18 con Marcelino García Toral y con nuevas incorporaciones en el centro del campo del equipo como Kondogbia, pasó a jugar cayendo a la banda derecha, y anotó gol en la segunda jornada en el Santiago Bernabéu tras una gran recuperación de Kondogbia y una magnífica combinación entre Gayà, Lato y el propio Soler rematando a gol. En diciembre causó baja por lesión en un tobillo, lo cual le hizo perderse el difícil mes de enero con dos eliminatorias de Copa. Regresó a finales de enero ya recuperado, y siguió siendo una de las piezas clave para Marcelino.
En la temporada 2018-19 se consolida como el interior derecho titular del Valencia. En la temporada 2019-20, el Valencia decide renovar su contrato por cuatro temporada más, hasta 2023.
El 8 de noviembre de 2020 hizo historia con la camiseta del Valencia al marcar su primer hat-trick al Real Madrid en la victoria por 4-1 en Mestalla. Además, los tres goles de Carlos Soler fueron de penalti, algo que no lograron iconos como Mario Alberto Kempes, David Villa, Mundo o Waldo.
En total disputó 226 partidos en los que convirtió 36 goles, además de ganar de la Copa del Rey en 2019. Se marchó el 1 de septiembre de 2022 al Paris Saint-Germain F. C. para jugar allí hasta 2027.
El 30 de agosto de 2024, tras haber jugado 63 encuentros en dos años con los parisinos y haber ganado cuatro títulos, fue cedido al West Ham United F. C.

## Selección nacional

### Categorías inferiores
El seleccionador Luis de la Fuente le convocó por primera vez para la selección sub-19 en enero de 2016, haciendo su debut en un partido amistoso el 20 de enero frente a Italia en Lepe, y en marzo volvió a disputar otro encuentro frente a Grecia.
Gracias a su temporada 2016-17, en la que debutó con el primer equipo valencianista, y habiendo disputado solo dos encuentros con la sub-19, fue convocado por el seleccionador Albert Celades para disputar directamente el Europeo Sub-21 2017 con la selección sub-21, sin haber debutado aún en esta categoría. Su debut se produjo el 23 de junio de 2017 jugando el partido completo contra Serbia, donde se logró la victoria por 0-1 y la clasificación para las semifinales. No disputó más minutos en ese campeonato y la selección finalizó subcampeona, pero desde entonces siguió entrando en todas las convocatorias de Albert Celades, siendo además titular en todos los encuentros. Anotó su primer gol el 5 de septiembre de 2017 en la victoria 0-1 frente a Estonia.
En 2019, tras conseguir la Copa del Rey con el Valencia C. F., cerró el año proclamándose campeón de Europa con la selección española sub-21. De hecho, se convirtió al mismo tiempo en el jugador con más minutos disputados durante la fase clasificatoria para el torneo.

#### Participaciones en Juegos Olímpicos
| Torneo                         | Sede  | Resultado        |
| ------------------------------ | ----- | ---------------- |
| Juegos Olímpicos de Tokio 2020 | Tokio | Medalla de plata |

### Absoluta
El 2 de septiembre de 2021 realizó su debut con la absoluta en encuentro de clasificación para el Mundial 2022 ante Suecia y anotó el único gol de España en la derrota por 2-1. Acudió a la fase final del torneo y marcó en el partido de la fase de grupos contra Costa Rica.

#### Participaciones en Copas del Mundo
| Mundial      | Sede  | Resultado        | Partidos | Goles |
| ------------ | ----- | ---------------- | -------- | ----- |
| Mundial 2022 | Catar | Octavos de final | 2        | 1     |

#### Goles internacionales
| Goles como internacional con | Goles como internacional con | Goles como internacional con          | Goles como internacional con | Goles como internacional con | Goles como internacional con | Goles como internacional con        |
| N.º                          | Fecha                        | Estadio                               | Rival                        | Gol                          | Resultado                    | Competición                         |
| ---------------------------- | ---------------------------- | ------------------------------------- | ---------------------------- | ---------------------------- | ---------------------------- | ----------------------------------- |
| 1.                           | 2 de septiembre de 2021      | Friends Arena, Solna, Suecia          | Suecia                       | 0-1                          | 2-1                          | Clasificación Mundial 2022          |
| 2.                           | 5 de septiembre de 2021      | Estadio Nuevo Vivero, Badajoz, España | Georgia                      | 2-0                          | 4-0                          | Clasificación Mundial 2022          |
| 3.                           | 12 de junio de 2022          | Estadio La Rosaleda, Málaga, España   | República Checa              | 1-0                          | 2-0                          | Liga de Naciones de la UEFA 2022-23 |
| 4.                           | 23 de noviembre de 2022      | Estadio Al Thumama, Doha, Catar       | Costa Rica                   | 6-0                          | 7-0                          | Mundial 2022                        |

## Estadísticas

### Clubes
Actualizado al último partido disputado el 18 de mayo de 2025.
| Club                              | Div.          | Temporada     | Liga  | Liga  | Liga   | Copas nacionales | Copas nacionales | Copas nacionales | Copas internacionales | Copas internacionales | Copas internacionales | Total | Total | Total  |
| Club                              | Div.          | Temporada     | Part. | Goles | Asist. | Part.            | Goles            | Asist.           | Part.                 | Goles                 | Asist.                | Part. | Goles | Asist. |
| --------------------------------- | ------------- | ------------- | ----- | ----- | ------ | ---------------- | ---------------- | ---------------- | --------------------- | --------------------- | --------------------- | ----- | ----- | ------ |
| Valencia C. F. Mestalla · España  | 2.ª B         | 2014-15       | 2     | 0     | 0      | —                | —                | —                | —                     | —                     | —                     | 2     | 0     | 0      |
| Valencia C. F. Mestalla · España  | 2.ª B         | 2015-16       | 28    | 2     | 0      | —                | —                | —                | —                     | —                     | —                     | 28    | 2     | 0      |
| Valencia C. F. Mestalla · España  | 2.ª B         | 2016-17       | 9     | 1     | 0      | —                | —                | —                | —                     | —                     | —                     | 9     | 1     | 0      |
| Valencia C. F. Mestalla · España  | Total club    | Total club    | 39    | 3     | 0      | 0                | 0                | 0                | 0                     | 0                     | 0                     | 39    | 3     | 0      |
| Valencia C. F. · España           | 1.ª           | 2016-17       | 23    | 3     | 1      | 3                | 0                | 0                | —                     | —                     | —                     | 26    | 3     | 1      |
| Valencia C. F. · España           | 1.ª           | 2017-18       | 33    | 1     | 4      | 4                | 0                | 0                | —                     | —                     | —                     | 37    | 1     | 4      |
| Valencia C. F. · España           | 1.ª           | 2018-19       | 31    | 2     | 6      | 7                | 0                | 1                | 13                    | 2                     | 2                     | 51    | 4     | 9      |
| Valencia C. F. · España           | 1.ª           | 2019-20       | 28    | 2     | 0      | 4                | 0                | 0                | 5                     | 1                     | 0                     | 37    | 3     | 0      |
| Valencia C. F. · España           | 1.ª           | 2020-21       | 32    | 11    | 8      | 2                | 1                | 1                | —                     | —                     | —                     | 34    | 12    | 8      |
| Valencia C. F. · España           | 1.ª           | 2021-22       | 32    | 11    | 5      | 6                | 1                | 0                | —                     | —                     | —                     | 38    | 12    | 5      |
| Valencia C. F. · España           | 1.ª           | 2022-23       | 3     | 1     | 0      | —                | —                | —                | —                     | —                     | —                     | 3     | 1     | 0      |
| Valencia C. F. · España           | Total club    | Total club    | 182   | 31    | 24     | 26               | 2                | 2                | 18                    | 3                     | 2                     | 226   | 36    | 28     |
| Paris Saint-Germain F. C. Francia | 1.ª           | 2022-23       | 26    | 3     | 1      | 3                | 2                | 1                | 6                     | 1                     | 0                     | 35    | 6     | 2      |
| Paris Saint-Germain F. C. Francia | 1.ª           | 2023-24       | 24    | 2     | 2      | 2                | 0                | 2                | 2                     | 0                     | 0                     | 28    | 2     | 4      |
| Paris Saint-Germain F. C. Francia | Total club    | Total club    | 50    | 5     | 3      | 5                | 2                | 3                | 8                     | 1                     | 0                     | 63    | 8     | 6      |
| West Ham United F. C. Inglaterra  | 1.ª           | 2024-25       | 31    | 1     | 1      | 2                | 0                | 0                | —                     | —                     | —                     | 33    | 1     | 1      |
| West Ham United F. C. Inglaterra  | Total club    | Total club    | 31    | 1     | 1      | 2                | 0                | 0                | 0                     | 0                     | 0                     | 33    | 1     | 1      |
| Total carrera                     | Total carrera | Total carrera | 302   | 40    | 28     | 33               | 4                | 5                | 26                    | 4                     | 2                     | 361   | 48    | 35     |

### Tripletes
| Partidos en los que anotó tres o más goles | Partidos en los que anotó tres o más goles | Partidos en los que anotó tres o más goles | Partidos en los que anotó tres o más goles | Partidos en los que anotó tres o más goles | Partidos en los que anotó tres o más goles | Partidos en los que anotó tres o más goles | Partidos en los que anotó tres o más goles |
| #                                          | Fecha                                      | Lugar                                      | Equipo                                     | Rival                                      | Goles                                      | Resultado                                  | Competición                                |
| ------------------------------------------ | ------------------------------------------ | ------------------------------------------ | ------------------------------------------ | ------------------------------------------ | ------------------------------------------ | ------------------------------------------ | ------------------------------------------ |
| 1                                          | 8 de noviembre de 2020                     | Mestalla, Valencia                         | Valencia C. F.                             | Real Madrid C. F.                          | Gol · Gol · Gol                            | 4 - 1                                      | Primera División 2020-21                   |

## Palmarés

### Campeonatos nacionales
| Título               | Club                      | País    | Año  |
| -------------------- | ------------------------- | ------- | ---- |
| Copa del Rey         | Valencia C. F.            | España  | 2019 |
| Ligue 1              | París Saint-Germain F. C. | Francia | 2023 |
| Supercopa de Francia | París Saint-Germain F. C. | Francia | 2023 |
| Ligue 1              | París Saint-Germain F. C. | Francia | 2024 |
| Copa de Francia      | París Saint-Germain F. C. | Francia | 2024 |

### Campeonatos internacionales
| Título           | Club (*) | Sede                | Año  |
| ---------------- | -------- | ------------------- | ---- |
| Eurocopa Sub-21  | España   | Italia y San Marino | 2019 |
| Juegos Olímpicos | España   | Tokio               | 2020 |

(*) Incluyendo la selección.

### Distinciones individuales
| Distinción                                       | Año  |
| ------------------------------------------------ | ---- |
| Seleccionado en el Once de Oro del Fútbol Draft. | 2017 |